# 이기정
이기정(1995년 7월 18일~)은 대한민국의 컬링 선수이다. 장혜지와 함께 믹스더블 종목 국가대표로 활동해 평창 동계올림픽에 출전했던 경력이 있다. 경북체육회 소속을 거쳐 2020년에 강원도청으로 이기복, 성유진 선수와 함께 이적했다.

## 경력
1995년 강원도 춘천시에서 태어났다. 남자 컬링 종목에 출전하는 이기복 선수와는 쌍둥이 형제 사이이며, 이기복이 형이다. 둘은 소양중학교 1학년 때부터 함께 컬링을 시작하였으며, 소속팀이 경북체육회인 점도 같다. 중학교 졸업 이후 춘천기계공업고등학교 컬링 고등부에서 활동하다가, 졸업 후 컬링 중심지인 경상북도 의성군으로 이사하여 선수생활을 하고 있다. 주니어 남자팀에서는 스킵으로 활동하지만 일반부에서는 믹스더블 국가대표로 활동 중이다.
2016년 2월, 여자 국가대표 장혜지와 함께 대한민국 사상 첫 컬링 믹스더블 국가대표팀을 결성하였다. 같은해 열린 세계 믹스더블 선수권대회에서는 최초로 16강 진출에 성공하였다. 2017년 4월 세계선수권대회에서는 종합 7위를 차지하였다. 같은해 8월 뉴질랜드 대회에서는 예선에서 7전 전승을 거두었으나 토너먼트에서 탈락해 4위를 기록하였고, 지난달 스위스 베른에서 열린 컬링 투어대회에서 4위를 기록하였다. 2017년 세계 믹스더블 컬링 선수권대회에서는 종합 7위를 차지하였다.
2018년 동계 올림픽 컬링 믹스더블 (혼성 종목) 경기에서 장혜지 선수와 함께 대한민국 국가대표로 출전하였다. 2월 8일 예선 1차전 경기에서 핀란드팀과 만나 9-4로 제압하였고, 7세트만에 핀란드 측의 기권 선언으로 첫승을 거뒀다. 2차전에서는 중국팀과 만나 초반에 대량 실점을 허용하였으나 추격 끝에 8세트 7-7의 동점을 얻어내었다. 그러나 9세트 연장전에서 중국팀의 1점승으로 패배했다. 2월 9일 3차전 노르웨이와는 3-8로 패배했으나, 4차전에서 미국을 9-1로 완파하였다. 2월 10일 5차전 러시아, 6차전 스위스에서 연패를 당했으며 7차전 캐나다와의 예선 마지막 경기에서도 3-7로 졌다. 최종순위는 공동 6위로 4강 진출에 실패하였다.